# Michelle McLean
Michelle McLean (Windhoek, 30 luglio 1972) è una modella namibiana, eletta Miss Universo 1992.

## Biografia
Prima di essere eletta Miss Universo, Michelle McLean aveva vinto Miss Namibia ed aveva partecipato a Miss Mondo 1991, arrivando fra le prime cinque classificate.
Nel 1992 ha fondato la Michelle McLean Children's Trust in Namibia che si occupa della cura e dell'educazione dei bambini poveri.
Nel 2009 ha condotto il concorso di Miss Mondo, tenutosi in Africa del sud.
Michelle McLean è sposata con l'ex portiere del Manchester Utd Gary Bailey.